# McMurdo kutatóállomás
A McMurdo kutatóállomás (McMurdo Station) az Amerikai Egyesült Államok három, egész évben működő antarktiszi tudományos létesítményének egyikeként működik. Az állomás az Antarktisz legnagyobb közössége, a maga 1258 lakosával. A McMurdo kutatóállomás három kilométerre található a Ross-szigeten a Scott bázisától.

## Története

### Elnevezése
Az állomás a McMurdo Soundon található földrajzi helyről kapta a nevét, amelyet Archibald McMurdo-ról, a HMS Terror hadnagyáról neveztek el. James Clark Ross brit felfedező parancsnoksága alatt a Terror 1841-ben térképezte fel először a területet. Robert Falcon Scott brit felfedező 1902-ben ezen a helyen alapított egy alaptábort és épített egy kunyhót, amelyet Discovery Hutnak hívtak. Ez még mindig áll a Hut Point-félszigeten, a vízpart közelében.
Az Amerikai Egyesült Államok hivatalosan 1956. február 16-án nyitotta meg az állomást McMurdon az Operation Deep Freeze művelet részeként. Az amerikai haditengerészet Seabees nevű zászlóalja által épített bázis eredetileg a McMurdo haditengerészeti légi létesítmény (Naval Air Facility McMurdo) nevet kapta.

### Nemzetközi Geofizikai Év
A Nemzetközi geofizikai évben, amely 1957. július 1-jétől 1958. december 31-ig tartott. A McMurdo kutatóállomás a tudományos és logisztikai műveletek központjává vált. Az Antarktisz-egyezmény, amelyet később több mint negyvenöt kormány írt alá, szabályozza a kormányközi kapcsolatokat az Antarktisz vonatkozásában, és irányítja a mindennapi életet McMurdon az Amerikai Egyesült Államok Antarktisz Programjának (United States Antarctic Program) résztvevői számára. Az Antarktisz-egyezményt és a kapcsolódó megállapodásokat, amelyeket együttesen Antarktisz-egyezmény Rendszerének (Antarctic Treaty System) hívnak, 1959. december 1-jén bocsátották ki, és hivatalosan 1961. június 23-án léptek hatályba. Az első tudományos merülési protokollokat 1960 előtt hozták létre, az első merülési műveleteket pedig 1961 novemberében dokumentálták.

### Atomenergia (1962-1972)
1962. március 3-án az amerikai haditengerészet aktiválta a PM-3A atomerőművet az állomáson. Az egységet modulokban gyártották le a szállítás és az összeszerelés megkönnyítése érdekében. A mérnökök úgy tervezték az alkatrészeket, hogy egyenként legfeljebb 14000 kg súlyúak és legfeljebb 2,64–9,1 m méretűek legyenek. Ezeknek a méret- és súlykorlátozásoknak az volt a célja, hogy lehetővé tegyék a reaktor szállítását egy LC–130 Hercules repülőgépen. Az alkatrészeket azonban ténylegesen hajóval szállították. A reaktor 1,8 MW villamos energiát termelt. A mérnökök a reaktor erejét felhasználva többek között gőzt termeltek a sósvíz-desztillációs üzem számára. A folyamatos biztonsági problémák következtében (hajszálrepedések a reaktorban és a víz szivárgása) az Amerikai Egyesült Államok hadseregének Nukleáris Energia Programja 1972-ben leállította az erőművet. Hagyományos dízelgenerátorokra cserélték az atomerőművet. Egy központi erőműben számos 500 kilowattos (670 LE) dízelgenerátor szolgáltatta az elektromos áramot.

## Éghajlat
Mivel az átlagos hőmérséklet fagypont alatt van, McMurdo sarki jégsapkás éghajlattal rendelkezik (Köppen-féle osztályozás). A legmelegebb hónapokban (decemberben és januárban) azonban a havi átlagos hőmérséklet néha fagypont fölé emelkedhet. A helyet a Transzantarktiszi-hegység védi az Antarktisz belsejéből érkező hideg hullámoktól, ezért a –40 °C alatti hőmérséklet ritka, szemben a a hidegnek jobban kitett helyekkel, mint például a Neumayer bázis, ahol általában évente néhányszor ilyen hőmérsékleti értékeket mérnek, gyakran már korán májusban, sőt néha akár áprilisban is, és nagyon ritkán van 0 °C felett. A McMurdón valaha regisztrált legmelegebb hőmérséklet 10,8 °C volt 1987. december 21-én.
| Hónap                         | Jan.  | Feb.  | Már.  | Ápr.  | Máj.  | Jún.  | Júl.  | Aug.  | Szep. | Okt.  | Nov.  | Dec.  | Év    |
| ----------------------------- | ----- | ----- | ----- | ----- | ----- | ----- | ----- | ----- | ----- | ----- | ----- | ----- | ----- |
| Rekord max. hőmérséklet (°C)  | 10,2  | 5,9   | −1,1  | 0,0   | −1,3  | 3,3   | −4,4  | −2,0  | −3,7  | −4,5  | 10,0  | 10,8  | 10,8  |
| Átlagos max. hőmérséklet (°C) | −0,6  | −7,3  | −16,2 | −17,3 | −21,0 | −20,4 | −21,7 | −22,7 | −20,8 | −14,3 | −6,5  | −0,4  | −14,1 |
| Átlaghőmérséklet (°C)         | −2,8  | −8,8  | −17,3 | −20,9 | −23,3 | −22,9 | −25,8 | −27,4 | −25,7 | −19,4 | −9,7  | −3,5  | −17,3 |
| Átlagos min. hőmérséklet (°C) | −4,6  | −11,4 | −21,3 | −23,4 | −26,5 | −26,8 | −28,4 | −29,5 | −27,5 | −19,8 | −10,9 | −4,4  | −19,6 |
| Rekord min. hőmérséklet (°C)  | −22,1 | −25,0 | −43,3 | −41,9 | −44,8 | −43,9 | −50,6 | −49,4 | −45,1 | −40,0 | −28,5 | −18,0 | −50,6 |
| Átl. csapadékmennyiség (mm)   | 16    | 29    | 15    | 18    | 21    | 28    | 17    | 13    | 10    | 20    | 12    | 14    | 213   |
| Átl. páratartalom (%)         | 67    | 65    | 67    | 67    | 64    | 62    | 60    | 63    | 56    | 61    | 65    | 67    | 64    |

## Kommunikáció
Egy ideig McMurdón volt az  Antarktisz egyetlen tévéállomása, az AFAN-TV.
A régi programokat a hadsereg biztosította. Az állomást a TV Guide magazin 1974-es cikkében ismertették. Jelenleg McMurdón az amerikai katonai erők hálózatának három csatornája, egy ausztrál és egy új-zélandi hírcsatorna fogható. A televíziós műsorokat műholdas vevőkkel fogják a Black-szigeten.
McMurdo egy ideig az Antarktisz két rövidhullámú adása egyikének is a házigazdája volt. Az AFAN McMurdo 1 kilowatt teljesítménnyel sugárzott rövidhullámú frekvencián, és az amatőr rövidhullámú rádiósok célpontjává vált világszerte. Az állomás rövidhullámú műsorszolgáltatást folytatott az 1980-as évekig, amikor áttértek az FM-adásra.
A McMurdo állomás mind az internetes, mind a hangkommunikációt műholdas kommunikációval fogadja az Optus D1 műholdon keresztül, és továbbítja Sydney-be, Ausztráliába. A Black-sziget műholdas antennája 20 Mbit/s-os internetkapcsolatot és hangkommunikációt biztosít. A hangkommunikáció az Egyesült Államok Antarktisz Programjának központjához van kötve (Centennial, Colorado), biztosítva a bejövő és kimenő hívásokat az Amerikai Egyesült Államok és McMurdo között. Az állomáson belüli hangkommunikációt VHF rádión keresztül folytatják.
A nagy sebességű internetkapcsolat kiépítése a tecnikai beruházások alapját képezi ezért optikai kábellel történő összeköttetés már a 2010-es évektől felmerült igényként. 2023 elején jelentették be, hogy Elon Musk műholdas Starlinkje tesztek alapján összekapcsolta a kutatóállomást és folyamatosan információkat tud sugározni az Antarktisz felé illetve onnan is szerte a világba.

## Légikikötők
McMurdón három repülőtér működik szezonálisan:
- Phoenix Airfield repülőtér (ICAO:NZFX), egy tömörített hóval borított kifutópályával rendelkezik, amely 2017-ben felváltotta a Pegasus Fieldet (ICAO: NZPG).
- Ice Runway repülőtér (ICAO: NZIR), a McMurdo állomáshoz legközelebbi, tengerjégre épített, egész évben működő reptér.
- Williams Field repülőtér (ICAO: NZWD), egy állandóan havas kifutópálya.

## Történelmi helyszínek
- A Richard E. Byrd történelmi emlékművet 1965-ben állították fel McMurdon. Felirata Byrd sarkkutatói eredményeit sorolja.
- Az atomerőmű bronz emléktáblája körülbelül 45 cm × 60 cm méretű, és egy nagy függőleges sziklához van rögzítve a PM-3A atomerőmű korábbi helyén. Felirata az Antarktisz első atomerőműjének eredményeit részletezi.

Mindkettőt történelmi emlékhelynek vagy emlékműnek (HSM 54) nyilvánították, az Amerikai Egyesült Államoknak az Antarktisz-egyezmény konzultatív ülésén tett javaslata nyomán.

## Érdekességek
2007-től a McMurdo állomás volt az Antarktisz legnagyobb közössége és egy funkcionális, modern tudományos állomás, beleértve a kikötőt, három repülőteret (ebből kettő szezonális), a helikopterkikötőt és több mint 100 épületet, köztük az Albert P. Crary Tudományos és Mérnöki Központot. Az állomáson található a kontinens két ATM-je is, mindkettőt a Wells Fargo Bank biztosítja. A két bankautomata közül az egyik működik, a másik tartalék, amelynek alkatrészeit szükség esetén fel lehet használni az első javításához. Kisebb javításokat az állomás személyzete is el tud végezni, de évente egyszer a bank is kiküld egy szervíztechnikust.
A McMurdo állomáson végzett munka elsősorban a tudományra összpontosít, de a lakosok többsége (nyáron körülbelül 1000, télen 250) nem tudós, hanem az állomás személyzete.
A Deep Freeze művelet részeként a teherhajók évente 42 millió liter üzemanyagot és 5 millió kg készletet és felszerelést szállítanak McMurdo lakói számára. Az Egyesült Államok katonai parancsnoksága által üzemeltetett hajókat civil tengerészek látják el. A rakomány a postától, az építőanyagoktól, a teherautóktól, a traktoroktól, a száraz és fagyasztott élelmiszerektől a tudományos műszerekig terjedhet. Az amerikai parti őrség jégtörői a jéggel eltömődött McMurdo Soundon keresztül törnek át egy csatornát annak érdekében, hogy az ellátó hajók elérjék a McMurdoi Winter Quarters Bayt. További ellátást és személyzetet szállítanak a közeli Williams Fieldre az új-zélandi Christchurch-ből.
A McMurdo állomásra rövid időre világszerte felfigyeltek, amikor háborúellenes tüntetésre került sor 2003. február 15-én. A tüntetés során mintegy 50 tudós és személyzet gyűlt össze, hogy tiltakozzon az Egyesült Államok közelgő iraki inváziója ellen. A McMurdo állomás volt az egyetlen antarktiszi helyszín, ahol ilyen tüntetést rendeztek.

## Fordítás
Ez a szócikk részben vagy egészben  a   McMurdo Station című angol Wikipédia-szócikk ezen változatának fordításán alapul.  Az eredeti cikk szerkesztőit annak laptörténete sorolja fel. Ez a jelzés csupán a megfogalmazás eredetét és a szerzői jogokat jelzi, nem szolgál a cikkben szereplő információk forrásmegjelöléseként.